# Nocticanace
Nocticanace är ett släkte av tvåvingar. Nocticanace ingår i familjen Canacidae.

## Dottertaxa tillNocticanace, i alfabetisk ordning[1]
- Nocticanace actites
- Nocticanace affinis
- Nocticanace arnaudi
- Nocticanace ashlocki
- Nocticanace australina
- Nocticanace caffaria
- Nocticanace cancer
- Nocticanace chilensis
- Nocticanace curioi
- Nocticanace cyclura
- Nocticanace danjoensis
- Nocticanace darwini
- Nocticanace flavipalpis
- Nocticanace galapagenis
- Nocticanace hachijuoensis
- Nocticanace japonica
- Nocticanace kraussi
- Nocticanace litoralis
- Nocticanace littorea
- Nocticanace mahensis
- Nocticanace malayensis
- Nocticanace marshallensis
- Nocticanace pacifera
- Nocticanace pacificus
- Nocticanace panamensis
- Nocticanace peculiaris
- Nocticanace propristyla
- Nocticanace scapania
- Nocticanace sinaiensis
- Nocticanace sinensis
- Nocticanace spinicosta
- Nocticanace takagii
- Nocticanace taprobane
- Nocticanace texensis
- Nocticanace usingeri
- Nocticanace wirthi
- Nocticanace zimmermani